# コリーナ部隊
コリーナ部隊（Grupo Colina）とは、1990年より1994年にかけて存在したペルー国軍の秘密部隊である。民間人殺害事件であるバリオス・アルトス事件（1991年）やラ・カントゥタ事件（1992年）、他にらも重大犯罪を起こした国軍部隊として知られる。

## 概要
1990年に結成されたとされている。センデロ・ルミノソやトゥパク・アマル革命運動に対して、超法規的処刑などの作戦行動を担う目的で設立されたとされている。ペルー国家情報局（Servicio de Inteligencia Nacional del Perú）の支配下にあったとされている。
存在は、秘密とされていたが、後の隊員の証言により、ペルーの裁判所の判決では、ペルー軍内部の正式な組織であったとしている。サンチャゴ・マルティン・リバス（Santiago Martín Rivas）が部隊の隊長とされている。1994年に、改組されたものと見られている。
1995年4月、コリーナ部隊の隊長のサンチアゴ・マルティン・リバスらが、ラ・カントゥタ事件の容疑で逮捕起訴される。また、バリオス・アルトス事件の捜査も行われる。同年6月14日に施行された恩赦法により、逮捕者が全員釈放される。
2000年11月に、アルベルト・フジモリが大統領を罷免されて、捜査および責任追及が再開され、関係者が逮捕されている。逮捕された隊員の証言より、ペルー検察当局は、アルベルト・フジモリも了承していた作戦行動での民間人殺害と判断し、フジモリを殺人罪も含めた罪状で起訴し、国際手配した。2005年9月、コリーナ部隊に属していた隊員3人が自ら罪を認めている。2006年1月18日、ネルソン・カルバハル、ルイス・スポ、カルロス・ピチリングの3人の幹部が、「フジモリ元大統領とモンテシノス顧問がコリーナ部隊に指示を与えた」という内容の証言を行う。

## 関連事件
コリーナ部隊が起こした重大犯罪事件である。
バリオス・アルトス事件
1991年11月3日午後11時半ごろ、地域住民がバーベキューパーティーをしている最中に、センデロ・ルミノソの集会と誤認した6人の隊員により、15人が殺害され、4人が重傷を負った事件。フジモリ政権時代に、検察当局により捜査されるものの、恩赦法で、捜査打ち切りとなる。米州機構の機関の人権委員会と人権裁判所が、この問題を重視し、ペルー政府に再捜査と関係者の処罰を求めた。フジモリ失脚後に、関係者が逮捕され、フジモリ自身も、「ラ・カントゥタ」事件も含め、「間接主犯」として起訴逮捕され、2010年1月3日に懲役25年が確定している。
サンタ事件
1992年5月2日、サンタ谷の9人の農民が、センデロ・ルミノソのメンバーとして誤認されて、殺害された事件。
ベントシジャ家殺害事件
1992年6月24日、ベントシジャ家（Ventocilla）の6人が、コリーナ部隊に拉致され、その後、ウアチョ（Huacho）で、死体が発見された事件。
ペドロ・ヤウリ拉致殺害事件
1992年7月16日、ジャーナリストのペドロ・ヤウリ（Pedro Yauri）が拉致され、殺害された事件。
ラ・カントゥタ事件
1992年7月18日、エンリケ・グスマン・イ・バジェ国立教育大学の学生および教授が拉致された事件。後に、殺害されたことが発覚する。フジモリ政権時代に、コリーナ部隊の隊長のサンチャゴ・マルティン・リバスら、容疑者を逮捕し起訴していたが、恩赦法で全員釈放される。2000年11月後のフジモリ失脚後に、実行犯の逮捕起訴がなされている。フジモリも、この事件の「間接主犯」として起訴され、2010年1月3日に懲役25年が確定している。

## 関係者とされる人
アルベルト・フジモリ
コリーナ部隊存在当時のペルー大統領。関係者の証言からのペルー検察そしてリマ最高裁判所特別法廷として、コリーナ部隊を直接激励に来たということ、また、作戦行動については側近のモンテシノスが立案の後に大統領の承認があったこと、事後にも報告があったということを認定している。
本人は、軍の活動で犠牲者になった人々には陳謝の姿勢を示すものの、コリーナ部隊の関連を一切否定している。フジモリの弁護側は、証拠がないことを指摘しているものの、「直接証拠はないが、状況から被告（フジモリ）が事件の中核的な役割を担っていたと合理的に推論できる」と裁判所から判断されている。
ブラディミロ・モンテシノス
上記にある通り、コリーナ部隊の作戦行動については、ペルー国際情報局の顧問であり事実上の「代表」とされている、ブラディミール・モンテシーノスの立案があったと、ペルーの裁判所で、認定している。2001年より、ペルー当局に身柄が拘束され、汚職や武器不正売却で、有罪判決が下されている。